# Eta de la Llebre
Eta de la Llebre (η Leporis) és un estel de magnitud aparent +3,72 en la constel·lació de la Lepus. Es troba a 49 anys llum del Sistema Solar.
Eta de la Llebre és un estel blanc-groc de la seqüència principal de tipus espectral F1V o F2V amb una temperatura superficial de ~7000 K. Té un radi un 50% major que el radi solar i rota amb una velocitat igual o superior a 26 km/s. El seu contingut metàl·lic correspon aproximadament a la meitat del que té el Sol. Posseeix una massa de 2,3 masses solars i es pensa que és un estel més jove que el Sol, amb una edat aproximada de 1300 o 1800 milions d'anys —la dada varia segons la font consultada.
De característiques físiques similars a η Corvi o β Trianguli Australis, coincideix amb la primera en què s'ha detectat un excés de radiació infraroja —tant a 70 com a 24 μm— procedent de l'estel. Això indica la presència d'un disc circumestel·lar de pols entorn d'Eta de la Llebre, la temperatura de la qual pot ser d'uns 165 K. Estudis duts a terme amb el Telescopi espacial Spitzer suggereixen que la part central del disc està buidada, la qual cosa pot implicar la presència de planetes.